# Bergsee (Delliehausen)
Der Bergsee bei Delliehausen ist ein etwa zwei Hektar großes Tagebaurestloch in der Gemeinde Uslar im niedersächsischen Landkreis Northeim. Er befindet sich im Solling im Naturpark Solling-Vogler, unmittelbar westlich von Delliehausen im Bereich der Siedlung Haje.

## Geschichte und Beschreibung
Im Gebiet wurden seit 1888 Braunkohle und Quarzsande abgebaut. 1911 wurde der Tagebau zunächst aufgegeben, nach dem Zweiten Weltkrieg jedoch kurzzeitig wieder aufgenommen. 1948 wurde das Braunkohlefeld Uslar endgültig stillgelegt. Übrig blieb eine etwa 300 Meter lange und 50 Meter tiefe Grube, die sich langsam mit Wasser des Mühlenrodbaches auffüllte und den heutigen See entstehen ließ.
Seit 1985 ist der Bergsee als Naturdenkmal ausgewiesen. Es ist nicht erlaubt, den See mit Booten zu befahren. Um den See führt ein 800 m langer Rundweg. Am Ostufer liegt ein privat betriebener Campingplatz. An der Nordwestseite befindet sich ein künstlich angelegter Badestrand.
Das Baden war bis Ende 2020 erlaubt, dies wurde 2021 jedoch geändert und vom Niedersächsischen Forstamt Dassel als Eigentümer untersagt. Hintergrund dessen ist, dass einige zum Badebetrieb erforderliche Verkehrssicherungsarbeiten aufgrund der Ausweisung als flächenhaftes Naturdenkmal nicht durchgeführt werden dürfen und dass keine Wasserqualitätskontrrollen stattfinden.